# Bravo Hits
Die Bravo Hits sind eine Serie von Musik-Samplern mit aktuellen Titeln aus den Musikcharts und erscheinen seit 1992 regelmäßig als Musik-CD. Die Reihe ist hervorgegangen aus der Jugendzeitschrift Bravo. Neben der Hauptreihe der Bravo Hits mit bisher 129 Folgen (Stand: April 2025) erscheinen in der Serie zudem Bravo: The Hits (früher: Bravo: Best Of) und Bravo Black Hits. Von dieser Nebenreihe sind 35 Folgen erschienen. 2017 erschien ein einmaliges Best Of Black Hits 2017/18. In den Jahren 1994 bis 2003 bestand mit Bravo: Super Show zudem ein dritter Ableger. 2015 gab es mit Bravo Dance einen einmaligen Ableger. Seit 2019 gibt es einen neuen Ableger namens Bravo Hits Party. Seit 2023 werden von Bravo Hits Party jährlich zwei Ausgaben veröffentlicht, bislang sind 9 Episoden erschienen (70er, 80er, 90er, 90er Vol. 2, 2000er, X-Mas, Rock, Disco und Summer).

## Geschichte
Die erste Bravo Hits kam am 21. April 1992 als Einzel-CD, MC und Vinyl-LP mit den 16 beliebtesten Liedern der Leser der Jugendzeitschrift Bravo auf den Markt und wurde von der Warner Special Marketing GmbH produziert. Die Idee dafür hatte der damalige Geschäftsführer Thomas Schenk. Er gilt daher in der Branche als Erfinder der Serie und wurde dafür vom Bauer Verlag mit dem Bravo Platin Otto geehrt.
Ab Bravo Hits 2 erschien die Compilation ausschließlich als Doppel-CD und Doppel-Kassette. Außerdem brachte das Label BMG Media (Sony BMG) zusätzlich einige jährliche Best-Of-CDs sowie die Bravo Black Hits heraus, die am 16. April 1999 erstmals erschien.
In den Schweizer Compilationcharts waren die Bravo Hits seit der dritten Veröffentlichung regelmäßig mindestens zehn Wochen unter den Top 25 vertreten und seit Bravo Hits 12 schaffte es jede Ausgabe auf Platz 1 (Black Hits oder Jahresrückblick ausgenommen). In Deutschland erreichten seit Bravo Hits 3 alle Bravo-Hits-Ausgabe den ersten Rang der Compilationcharts. 2018 erreichte mit Bravo Hits 102 das hundertste Album dieser Samplerreihe den ersten Rang, so viele wie keine andere Samplerreihe. Des Weiteren hielten sich die Compilations über 600 Wochen auf dem ersten Rang, ebenfalls Rekord.
Es gab auch einmal eine Bravo Hits Interactive auf CD-ROM, u. a. mit Musikvideos, Photo-Love-Storys und kleinen PC-Spielen.
Die ersten beiden CDs der Serie haben über die Jahre einen hohen Sammlerwert erreicht. 1998 wurde die Bravo Hits 1 in einer limitierten Edition neu aufgelegt. Diese Neuauflage unterscheidet sich im ersten Titel. Hier wurde aus rechtlichen Gründen America von The KLF durch Don’t Be Aggressive von Sandra ersetzt.
1996 ist keine offizielle Bravo Hits Best of mit den Tophits des Jahres erschienen, lediglich von EMI ein Sampler mit dem Titel Best of 96 allerdings fehlt der Zusatz Bravo im Samplernamen.
Am 6. November 2015 erschien ein vierter Ableger namens Bravo Dance, von dem es aber nur eine Folge gab.
Zur Veröffentlichung der Bravo Hits 100 wurden Fans aufgefordert, die 100 größten Hits seit dem Release der ersten Compilation zu sortieren. Der zweistündige Countdown lief am 17. Februar 2018 auf RTL und brachte den internationalen Hit … Baby One More Time von Pop-Ikone Britney Spears als Sieger hervor.
Seit 2020 stehen sämtliche Ausgaben bei Spotify und Deezer als digitale Playlists zur Verfügung.

### Cover
Der Bravo-Schriftzug auf dem Frontcover war ursprünglich an den der Zeitschrift angelehnt. Mit der dritten Ausgabe erhielt der Schriftzug jedoch die bis heute erhaltene, diagonale Ausrichtung mit unterschiedlich großen, sich teils verdeckenden Buchstaben. Dabei traten die Buchstaben der Reihe nach immer weiter in den Vordergrund, sodass jeder Buchstabe den vorigen überlagerte. In der vierten Ausgabe wurde die Schichtung der Buchstaben angepasst: anstatt den unteren Teil des A zu verdecken, rutschte das V hinter das A. Dieses Layout wurde seither auf jeder neuen Ausgabe übernommen und prägt bis heute das Erscheinungsbild des Frontcovers. Einzige Ausnahme bildet das R, das auf einigen Covern vor das A tritt. Auch die TV-Werbung ist immer an das Artwork der Cover angelehnt.